# Anthidium himalayense
Anthidium himalayense är en biart som beskrevs av gupta, Simlote och > 1995. Anthidium himalayense ingår i släktet ullbin, och familjen buksamlarbin. Inga underarter finns listade i Catalogue of Life.